# اندازه یانگ
در آنالیز ریاضی، اندازهٔ یانگ یک اندازهٔ پارامتری است که به یک دنبالهٔ کران دار از توابع اندازه پذیر نسبت داده می‌شود. آنها توصیف کمی ای از اثر نوسانات دنباله را ارایه می‌دهند. اندازه‌های یانگ در حساب تغییرات، به ویژه مدل‌های مربوط به علوم مواد، و مطالعه معادلات دیفرانسیل جزئی غیرخطی و همچنین در بهینه‌سازی‌های مختلف (یا مسایل کنترل بهینه) کاربرد دارند. نام آنها از لورنس چیشولم یانگ گرفته شده است که اولین بار آنها را، در سال ۱۹۳۷ در یک بعد (منحنی) و بعد در ابعاد بالاتر در سال ۱۹۴۲ ابداع کرده است
فرض کنید {\displaystyle \{f_{k}\}_{k=1}^{\infty }} یک دنبالهٔ کران دار در {\displaystyle L^{p}(U,\mathbb {R} ^{m})} باشد، که {\displaystyle U} زیرمجموعهٔ باز و کران داری از{\displaystyle \mathbb {R} ^{n}} است. در این صورت یک زیر دنباله {\displaystyle \{f_{k_{j}}\}_{j=1}^{\infty }\subset \{f_{k}\}_{k=1}^{\infty }} وجود دارد که برای تقریباً هر {\displaystyle x\in U} اندازهٔ احتمال بورل {\displaystyle \nu _{x}} روی {\displaystyle \mathbb {R} ^{m}} به گونه ای موجود است که برای هر تابغ پیوستهٔ {\displaystyle F\in C(\mathbb {R} ^{m})} همگرایی ضعیف {\displaystyle F\circ f_{k_{j}}(x){\rightharpoonup }\int _{\mathbb {R} ^{m}}F(y)d\nu _{x}(y)} را در {\displaystyle L^{p}(U)} داریم، اگر حد ضعیف وجود داشته باشد (در حالت {\displaystyle p=\infty }  حد ضعیف ستاره) اندازهٔ پارامتری {\displaystyle \nu _{x}} را اندازهٔ یانگ تولید شده توسط دنبالهٔ {\displaystyle \{f_{k_{j}}\}_{j=1}^{\infty }} می‌نامند.
برای هر دنبالهٔ مینیمم کننده {\displaystyle u_{n}}  برای انرژی {\displaystyle I(u)=\int _{0}^{1}(u_{x}^{2}-1)^{2}+u^{2}dx} با قید {\displaystyle u(0)=u(1)=0} ، دنبالهٔ {\displaystyle u'_{n}} اندازهٔ یانگ {\displaystyle \nu _{x}={\frac {1}{2}}\delta _{-1}+{\frac {1}{2}}\delta _{1}} را ایجاد می‌کنند. این ویژگی اساسی تمام دنباله‌های مینیمم کنندهٔ این مسئله است، یعنی دنباله اثرات نواسانی ریزتر و ظریف تری را نشان می‌دهد {\displaystyle \pm 1} (یا نزدیک به {\displaystyle \pm 1}).